# Les Annales du théâtre et de la musique
Les Annales du théâtre et de la musique est un périodique annuel français qui a couvert l'actualité théâtrale et lyrique française de 1875 à 1916. Rédigé par Édouard Noël (1848–1926) et Edmond Stoullig (1845–1918) et publié par Charpentier de 1876 à 1895, par Berger-Levrault en 1896 puis par Paul Ollendorff à partir de 1897 (avec Stoullig comme seul rédacteur). L'avant-dernier volume a été publié en 1916 (couvrant les années 1914–1915) et le dernier en 1918 (couvrant l'année 1916), totalisant 41 volumes.